# Famous Dex
Famous Dex, właśc. Dexter Tiewon Gore Jr. (ur. 6 września 1993 w Chicago) – amerykański raper, piosenkarz i autor tekstów. Jego debiutancki album z 2018 roku Dex Meets Dexter zadebiutował na 12. miejscu listy Billboard 200, a jego single „Pick It Up” i „Japan” osiągnęły odpowiednio 54. i 28. miejsce na liście Billboard Hot 100. „Japan” w Stanach Zjednoczonych pokryte jest podwójną platyną a „Pick It Up” potrójną. 

## Wczesne życie
Dexter Tiewon Gore Jr. urodził się 6 września 1993 r. w Chicago i wychował się w południowej części tego miasta. Postanowił zająć się muzyką po śmierci jego matki we wrześniu 2014 roku. W 2016 roku wytatuował różową wstążkę na twarzy, aby upamiętnić swoją matkę po tym, jak zmarła na raka piersi.

## Kariera

### 2015–2016: Wczesne wydania i podpisanie kontraktu z wytwórniąRich the Kida
W 2015 roku niezależnie wydał swój pierwszy mixtape, Never Seen It Coming. Później w tym samym roku wydał swój drugi mixtape Dexter's Laboratory.
Na początku 2016 roku Gore wydał swoje dwa mixtape'y, Drippy i #OhhMannGoddDamn.
W marcu 2016 roku Gore ogłosił, że podpisał kontrakt z wytwórnią Rich the Kida, Rich Forever Music. Wkrótce potem Gore i Rich wydali swój wspólny mixtape, Rich Forever. Potem pojawiły się trzy kontynuacje tego mixtape'u. W październiku 2016, Gore pojawił się w teledysku Soulja Boya, do piosenki „Draco”.

### 2017–2018: Dex Meets Dexter
W marcu 2017 roku Gore ogłosił tytuł swojego debiutanckiego albumu o nazwie Dex Meets Dexter. Album został wydany 6 kwietnia 2018 roku. Krążek pokrył się złotem w USA.
W październiku 2017 roku wydał piosenkę „Pick It Up” z ASAP Rocky jako pierwszy singiel z albumu, singiel zadebiutował na 54. miejscu listy Billboard Hot 100. Drugi singel z albumu nosił nazwę „Japan” i został wydany 16 marca 2018 roku. 30 marca 2018 roku wydał singel „Light” z udziałem zespołu Drax Project.
Singel „Nervous”, w którym gościnnie występują Lil Baby, Jay Critch i Rich the Kid, został wydany 21 września 2018 roku.

### 2019–obecnie: Dexter 2031 EP i Diana
W dniu 8 maja 2019 roku ukazał się singel „Fully Loaded”, na którym pojawił się gościnnie Lil Gotit. Teledysk do piosenki został wydany 27 maja 2019 roku. Gore pojawił się na kompilacji Rich Forever Music, Rich Forever 4, która została wydana 2 sierpnia 2019 roku.
1 listopada 2019 roku Gore doznał ataku epilepsji podczas występu na 1 OAK w West Hollywood w Kalifornii.
31 grudnia 2019 roku Gore wydał EP, Dexter 2031, na platformie Soundcloud. Singel „What I Like”, w którym występują gościnnie Tyga i Rich the Kid, został wydany 3 kwietnia 2020 r. 23 lipca wydał singel „Couped Out” z Fivio Foreign. W sierpniu 2020 roku wydał singel „Hold On”. 9 października wydał album Diana.
Rich the Kid ogłosił w styczniu 2021 r., że Gore przebywa w klinice rehabilitacyjnej.
Po dłuższej przerwie w karierze, 16 grudnia 2023 r. Gore wraz z Rich the Kidem i Jayem Critichem wydał nowy singel „Big Dawg” z teledyskiem wyreżyserowanym przez Cole'a Benneta. Piosenka zdobyła ponad 2 miliony wyświetleń. 

## Kontrowersje

### Shocktoberfest
W 2018 roku, przed festiwalem muzycznym Shocktoberfest na Uniwersytecie Kalifornijskim w Irvine, organizatorzy festiwalu zostali skrytykowani za umożliwienie Goreowi występu na festiwalu po tym, jak w sieci pojawiło się wideo sprzed dwóch lat, pokazujące Gore'a goniącego swoją dziewczynę i wdającego się z nią w fizyczną kłótnię. Goreowi pozwolono występować pomimo ujawnionych informacji o jego przemocy wobec jego partnerki.
Dex zszedł ze sceny w pobliżu sektora publiczności, co spowodowało napór tłumu studentów w tym kierunku, w wyniku czego nastąpiło przewrócenie barier bezpieczeństwa. W rezultacie wydarzenie zostało zamknięte. Podczas wyjazdu artysty na jego auto wchodzili studenci. Jedna z takich osób zgłosiła policjantom, że przez szyberdach auta wychylił się jeden z towarzyszy Dexa, który wyciągnął broń przepędzając natarczywych studentów.

### Kontrowersje w mediach społecznościowych
22 grudnia 2018 roku Gore zamieścił post z wideo na swoim koncie na Instagramie, na którym żartował na tle rasistowskim ze starszego hinduskiego kasjera pracującego na stacji benzynowej, był tam razem ze swoim przyjacielem. Na nagraniu pyta się sprzedawcy ze znakiem tilaki na czole: „Czy to znak Buddy pomiędzy twoją twarzą?”, parskając śmiechem.

### Aresztowanie
W czerwcu 2021 r. Gore został aresztowany pod zarzutami naruszenia nietykalności cielesnej wobec jego byłej partnerki oraz posiadania broni. Następnie 1 września 2021 r. został skazany na 364 dni więzienia w sądzie w Los Angeles w Kalifornii.

## Dyskografia

### Albumy studyjne
| Tytuł                                                  | Informacje | Pozycje na listach | Certyfikaty   |
| Tytuł                                                  | Informacje | USA                | Certyfikaty   |
| ------------------------------------------------------ | --- | ------------------ | ------------- |
| Dex Meets Dexter                                       | - Wydany: 6 kwietnia 2018 - Format: Download - Wytwórnia: Rich Forever Music, 300 Entertainment                 | 12                 | - RIAA: Złoto |
| Diana                                                  | - Wydany: 9 października 2020 - Format: Digital download, LP - Wytwórnia: Rich Forever Music, 300 Entertainment | —                  |               |
| „—” oznacza, że album nie był notowany na danej liście | |                    |               |

### EP
| Tytuł                                    | Informacje |
| ---------------------------------------- | --- |
| Jugg & Finesse (z Ghetty)                | - Wydana: 9 grudnia 2015 - Wytwórnia: wydanie niezależne - Format: Digital Download                              |
| When Polo Met Dexter (z Polo Boy Shawty) | - Wydana: 10 lutego 2018 - Wytwórnia: 916% ENTERTAINMENT, Rich Forever Music - Format: Digital Download          |
| Ballin Season (z Ghetty)                 | - Wydana: 26 sierpnia 2018 - Wytwórnia: Vision Driven Murphy Inc., Rich Forever Music - Format: Digital Download |
| Weird Vs. Crazy                          | - Wydana: 19 sierpnia 2019 - Wytwórnia: Rich Forever Music - Format: Digital Download                            |
| Dexter 2031                              | - Wydana: 2 stycznia 2020 - Wytwórnia: Rich Forever Music - Format: Digital download                             |
| Snotty Nose Dexter (z Chris King)        | - Wydana: 4 grudnia 2020 - Wytwórnia: Snotty Nose Records, Rich Forever Music - Format: Digital Download         |

### Mixtape'y
| Tytuł                | Informacje                                                                             |
| -------------------- | -------------------------------------------------------------------------------------- |
| Never Seen It Coming | - Wydany: 12 czerwca 2015 - Wytwórnia: DDB - Format: Download                          |
| Dexter's Laboratory  | - Wydany: 3 października 2015 - Wytwórnia: DDB - Format: Download                      |
| Drippy               | - Wydany: 1 stycznia 2016 - Wytwórnia: DDB - Format: Download                          |
| #OhhMannGoddDamn     | - Wydany: 12 marca 2016 - Wytwórnia: DDB, Rich Forever Music - Format: Download        |
| Heartbreak Kid       | - Wydany: 12 czerwca 2016 - Wytwórnia: DDB, Rich Forever Music - Format: Download      |
| Dexter: The Robot    | - Wydany: 16 września 2016 - Wytwórnia: DDB, Rich Forever Music - Format: Download     |
| Different            | - Wydany: 31 października 2016 - Wytwórnia: DDB, Rich Forever Music - Format: Download |
| Read About It        | - Wydany: 25 grudnia 2017 - Wytwórnia: Rich Forever Music - Format: Download           |
| Where's Dexter       | - Wydany: 14 czerwca 2020 - Wytwórnia: Rich Forever Music - Format: Digital Download   |
| Say What You Want    | - Wydany: 17 maja 2021 - Wytwórnia: Rich Forever Music - Format: Digital download      |
| Lo$t On Saturn       | - Wydany: 11 listopada 2022 - Wytwórnia: Rich Forever Music - Format: Digital download |

### Kolaboracyjne mixtape'y
| Tytuł                                                    | Informacje | Pozycje na listach | Pozycje na listach |
| Tytuł                                                    | Informacje | USA                | USAR&B/HH          |
| -------------------------------------------------------- | --- | ------------------ | ------------------ |
| Rich Forever Music (z Rich Forever Music)                | - Wydany: 4 kwietnia 2016 - Wytwórnia: Rich Forever Music, Quality Control Music - Format: Download               | —                  | —                  |
| Rich Forever 2 (z Rich Forever Music)                    | - Released: July 4, 2016 - Label: Rich Forever Music, 300 Entertainment, Quality Control Music - Format: Download | —                  | —                  |
| The Rich Forever Way (z Rich Forever Music)              | - Wydany: 17 marca 2017 - Wytwórnia: Rich Forever Music - Format: Download                                        | —                  | —                  |
| Rich Forever 3 (z Rich Forever Music)                    | - Wydany: 16 czerwca 2017 - Wytwórnia: Rich Forever Music, 300 Entertainment - Format: Download                   | 93                 | 42                 |
| Rich Forever 4 (z Rich Forever Music)                    | - Wydany: 2 sierpnia 2019 - Wytwórnia: Rich Forever Music, 300 Entertainment - Format: Download, streaming        | 170                | —                  |
| „—” oznacza, że mixtape nie był notowany na danej liście | |                    |                    |